# Antonin Viale
Antonin Viale est un architecte français, installé à Pornichet. Il est l’auteur des plans de plusieurs villas balnéaires de La Baule et de réalisations de prestige à Pornichet.

## Biographie
Santin Antoine Félix Viale, fils d'Honoré Viale, ouvrier, et de son épouse Tranquille viale, sans profession, est né le 27 février 1867 à Menton. Veuf de Mathilde Élisabeth Clarisse Barillon, exerçant la profession d'architecte, il épouse le 2 mai 1903, à Nantes, 3ème canton, Pauline Marie de Lemperière du Dézert, ses parents étant alors qualifiés de négociants en vins et épicerie. Dit Antonin Viale, cet architecte installé à Pornichet est l'auteur des plans des villas balnéaires à La Baule telles que 
- Charmeuse, en 1913[3] ;
- Dalila, en 1900[4] ;
- Diabolo, vers 1913[5] ;
- Éliane, vers 1910[6] ;
- Ginevra, vers 1913[7] ;
- Lugeambo, vers 1918[8] ;
- Lusalex, vers 1910[9] ;
- Les Saphirs, vers 1913[10].

On lui doit également la villa bauloise Clair de Lune, indiquée sur le plan urbain de 1914 et aujourd'hui répertoriée patrimoine exceptionnel de la localité,.
Après avoir surélevé et agrandi l'hôtel des Bains et de la Plage de Pornichet, il construit de nombreux projets pornichétins dont :
- la villa Alger, vers 1910[14] ;
- la villa Le Bourbonnais, en 1905[15] ;
- la villa Gwenvidigez, vers 1911[16] ;
- la villa Les Moutards, en 1905[17] ;
- l’agrandissement en 1909 de l’église paroissiale Notre-Dame-des-Dunes dessinée vers 1880 par Jules Montfort[18] ;
- la villa L'Orientale, en 1890[19] ;
- la villa Les Pavots[20] ;
- la boulangerie Rastel[21] ;
- la villa Saint-Corentin, en 1911[22].

Il modifie, à la fin des années 1910 le château des Tourelles, toujours à Pornichet, lui ajoutant deux tours crénelées,.